# Marcel Maillard
Marcel Maillard, né à Genève en 1908 et mort à Zurich en 1976, est un journaliste, antimilitariste et anarchiste suisse. Objecteur de conscience, il est condamné en 1929 et en 1931 à plusieurs mois de prison.

## Biographie

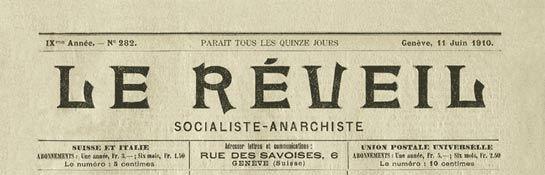
Le Réveil socialiste-anarchiste, 11 juin 1910.

Né dans une famille ouvrière franco-suisse à Genève, Marcel Maillard est un bon élève et un sportif prometteur. Jeune employé de bureau, il s’éloigne de son milieu catholique d'origine et fréquente la Jeunesse socialiste.
Objecteur de conscience, il est condamné le 11 décembre 1929 à 3 mois de prison et à 3 ans de privation des droits civiques. Il fréquente en prison d'autres réfractaires qui ne sont ni pacifistes ni religieux, dont l’anarchiste Émile Ith.
Il collabore ensuite au journal Le Réveil anarchiste fondé par Luigi Bertoni et est l’un des animateurs du groupe La Jeunesse libertaire fondé à Genève en 1932.
Début 1931, toujours pour « refus de service militaire », il est condamné à une nouvelle peine de 4 mois de prison et 4 ans de privation des droits civiques.
En 1944, il est condamné, cette fois, pour avoir refusé de payer les impôts militaires.
Il cesse toute activité militante après la Seconde guerre mondiale et rédige son autobiographie dans les années 1970 à l’intention de sa famille, en particulier de ses deux enfants.

## Œuvre
- On était sport ! Une jeunesse genevoise, 1908-1930, Éditions d'en bas, 2016, 144 p.,  (ISBN 978-2-8290-0535-0), présentation éditeur.